# Австро-турецкая война (1663—1664)
Австро-турецкая война 1663—1664 годов или Четвёртая австро-турецкая война — война между Габсбургской монархией и Османской империей.

## Предыстория
Причиной войны стало то, что Дьёрдь II Ракоци, князь Трансильвании, без разрешения Высокой Порты в 1658 году вторгся в Польшу. Княжество Трансильвания было турецким вассалом, поэтому, узнав о таком несанкционированном действии, Османская империя объявила ему войну. Вскоре великий визирь Кёпрюлю Мехмед-паша завоевал Трансильванию, а новый трансильванский князь Янош Кемени бежал в Вену в поисках австрийской поддержки. Император Леопольд I, не желая, чтобы Трансильвания была аннексирована Османской империей, отправил туда Раймунда Монтекукколи с небольшой армией.
Тем временем хорватский бан Николай Зринский (Миклош Зриньи) с 1661 года делал всё для провоцирования нового османско-габсбургского конфликта, совершая на османскую территорию рейды из своего замка Нови-Зрин. Эти рейды и присутствие армии Монтекукколи вынудили турок нарушить статус-кво, существовавшее между Стамбулом и Веной с 1606 года.

## Кампания 1663 года
Летом 1663 года османская армия из 100 тысяч человек под командованием великого визиря Фазыл Ахмед-паши Кёпрюлю вторглась в Габсбургскую Венгрию и в сентябре взяла Нойхойзель. Для отпора им имелось лишь 12 тысяч человек под командованием Раймунда Монтекукколи и 15 тысяч венгерско-хорватских войск Миклоша Зрини.
В январе 1663 года император Леопольд I созвал Имперский парламент, призывая германских и европейских монархов на помощь, и преуспел. Была собрана армия из 30 тысяч баварцев, саксонцев и бранденбуржцев. Даже заклятый враг Габсбургов — Людовик XIV — прислал корпус из 6 тысяч человек во главе с Жаном де Колиньи-Салиньи.

## Кампания 1664 года
В начале 1664 года Имперская армия была разделена на 3 корпуса: на юге находился 17-тысяч венгерско-хорватских войск под командованием Николая Зринского, в центре — основная армия Монтекукколи из 28,5 тысяч человек, на севере — 8,5 тысяч человек под командованием генерала Жан-Луи Радюи де Суше. Ещё 12,5 тысяч человек находилось в резерве, обороняя крепости. Армия не представляла собой единого целого из-за разногласий между командующими, наиболее независимо вёл себя Зринский.
Зринский вторгся в Османскую Венгрию и форсировал Драву в районе Осиека, но так и не смог взять свою основную цель — город Надьканижа. В июне полуторамесячную осаду города пришлось снять из-за приближения Кёпрюлю с основной турецкой армией. Турки даже взяли замок Нови-Зрин, так как Монтекукколи отказался прийти на выручку хорватскому командующему.
После взятия Нови-Зрина турки двинулись на Вену, однако на реке Раба между Могерсдорфом и Сентготтхардским аббатством столкнулись с армией Монтекукколи. В битве при Сентготтхарде турки потеряли от 16 до 22 тысяч своих лучших войск.
В северной Венгрии, на территории современной Словакии, де Суше одержал ряд небольших побед над турками, среди которых были победы в сражениях при Жарноке и при Левенце.
Через 9 дней после битвы при Сентготтхарде был подписан Вашварский мир. Несмотря на победу Австрии в битве, был признан контроль Османской империи над Трансильванией и районом Нове-Замки; замок Нови-Зрин был разрушен. Основным фактором, повлиявшим на австрийскую позицию на переговорах, была французская угроза владениям Габсбургов в Нидерландах, Германии и Италии.